# Holarchaea novaeseelandiae
Holarchaea novaeseelandiae är en spindelart som först beskrevs av Forster 1949.  Holarchaea novaeseelandiae ingår i släktet Holarchaea och familjen Holarchaeidae. Inga underarter finns listade i Catalogue of Life.